# Angina
Angina — сингл групи Tristania, що передує альбому Beyond the Veil і випущений в 1999. 21 квітня 2001 сингл був перевиданий на одному диску разом з Tristania. Цей диск отримав назву «Midwintertears/Angina».

## Список композицій
1. Angina (Short Version) — 4:18
2. Opus Relinque (Radio Edit) — 5:02
3. Saturnine — 2:03

## Учасники запису
- Вібеке Стіні — вокал
- Мортен Веланд — вокал, гітара
- Аннеш Хейвік Хидли — гітара
- Руне Естерхус — бас-гітара
- Ейнар Моен — клавішні, програмування
- Кеннет Ольссон — ударні